# San Cassiano (Italia)
San Cassiano es una localidad italiana de la provincia de Lecce, región de Puglia, con 2.136 habitantes.

## Evolución demográfica
| Gráfica de evolución demográfica de San Cassiano entre 1861 y 2001 |
|                                                                    |
| Fuente ISTAT - elaboración gráfica de Wikipedia                    |